# Keith Moon
Keith John Moon, född 23 augusti 1946 i Wembley i nordvästra London, död 7 september 1978 i Mayfair, London, var en brittisk trummis och sångare.

## Biografi
Keith Moon är mest känd som trummis i rockbandet The Who. Han kom med i bandet efter att ha gått fram till dem under en konsert 1963, då The Whos gamla trummis Doug Sandom precis lämnat gruppen, och de hade olika trummisar varje konsert. Moon gick fram till sångaren Roger Daltrey och sade: "Jag hör att ni letar efter en trummis. Jag är mycket bättre än den ni har." Moon fick då komma upp på scenen och visa vad han gick för. Daltrey sade att hans trummande var som en jetmotor som startade och gitarristen Pete Townshend menade att han praktiskt taget slog sönder trumsetet, då visste de att Keith var deras man.
Keith Moon var mycket av en showman och gick helt besatt in i sin roll, bland annat genom att kasta upp trumpinnarna i luften och snurra dem i händerna. Ett av The Whos främsta kännetecken de första åren var också att avsluta konserterna med att Pete Townshend spelade sönder och sedan slog sönder sin gitarr, medan Keith Moon sparkade trummor och cymbaler ut över hela scenen till publikens jubel. Även privat levde Keith Moon vilt med sprit, droger och fester. Keith Moons enda soloalbum kom 1975 och heter Two Sides of the Moon.
Keith Moon avled i sömnen av en överdos medicin 1978. Han har en minnesplakett i minneslunden vid Golders Green Crematorium i London. Keith Moon anses som en av rockens mest exceptionella och nyskapande trummisar.
Från 1974 till sin död hade Keith Moon ett förhållande med den svenska fotomodellen Annette Walter-Lax.
Enligt en myt körde Keith Moon ner en Lincoln Continental i hotellbassängen i Holiday Inn i Flint i Michigan på sin 21-årsdag år 1967.

## Diskografi
Soloalbum
- Two Sides of the Moon (1975)